# Мальчице (гмина)
Мальчице (пол. Malczyce) — сельская гмина (волость) в Польше, входит как административная единица в Сьродский повет (Нижнесилезское воеводство), Нижнесилезское воеводство. Население — 5996 человек (на 2004 год).

## Демография
| Перепись                       | Всего   | Всего | Женщины | Женщины | Мужчины | Мужчины |
| ------------------------------ | ------- | ----- | ------- | ------- | ------- | ------- |
| Единицы                        | человек | %     | человек | %       | человек | %       |
| Население                      | 5996    | 100   | 3057    | 51      | 2939    | 49      |
| Плотность населения (чел./км²) | 114,1   | 114,1 | 58,2    | 58,2    | 55,9    | 55,9    |

## Сельские округа
1. Хелм
2. Хомёнжа
3. Дембице
4. Кветно
5. Мальчице
6. Мазуровице
7. Рахув
8. Руско
9. Вильчкув
10. Шиманув
11. Завадка

## Соседние гмины
1. Гмина Проховице
2. Гмина Руя
3. Гмина Сьрода-Слёнска
4. Гмина Вондроже-Вельке
5. Гмина Волув